# Srednja šola za strojništvo, mehatroniko in medije
Srednja šola za strojništvo, mehatroniko in medije (krajše: SŠ SMM) je največja izmed petih srednjih šol na Šolskem centru Celje. Izobražuje na področju strojništva, mehatronike in medijske tehnologije.    
Sedež šole je na Poti na Lavo 22, program medijski tehnik se izvaja na Kosovelovi ulici 12.   

## Zgodovina
Šolo so kot Tehniško šolo Celje ustanovili leta 1959 na sedanji Gimnaziji Celje - Center. Prvi ravnatelj je postal Alfonz Urbancl, vpisanih pa je bilo zgolj 43 dijakov. Leta 1965 je šola dobila svoje delavnice v celjski četrti Lava, 1979 pa so tam otvorili še nove šolske prostore. Leta 1984 si je šola nadela ime po Josipu Brozu-Titu. V začetku '90 dvajsetega stoletja, šolo organizirajo na več izobraževalnih enot - Strojništvo, Gradbeništvo, Elektrotehnika, Kemija in Gimnazija Lava. Zaradi modela se l. 1996 šola preimenuje v Šolski center Celje, vsaka izobraževalna enota tako postane samostojna šola znotraj centra. Ravnatelj IE strojništvo postane Ludvik Aškerc.
Leta 2005 šola uvede program mehatronike, šola se v Srednjo šolo za strojništvo in mehatroniko preimenuje, ko čez dve leti priključi Srednjo šolo Štore. Leta 2008 prenovijo učilnice na Kosovelovi 12, kjer začnejo s poučevanjem programa Medijski tehnik. Leta 2010 šola dobi svoje zdajšnje ime Srednja šola za strojništvo, mehatroniko in medije. 
Leta 2012 v programu Medijski tehnik ustanovijo Vi-TV - prvo slovensko spletno televizijo, katere program v celoti ustvarjajo dijaki. Januarja 2017 kot prvi v Sloveniji odprejo studio s tehnologijo navidezne resničnosti, t.i. VR, odprtju prisostvuje tudi predsednik Republike Slovenije Borut Pahor.

## Programi

### Srednje strokovno izobraževanje
- Strojni tehnik
- Tehnik mehatronike
- Medijski tehnik

### Poklicno tehniško izobraževanje
- Strojni tehnik-PTI
- Tehnik mehatronike-PTI

### Srednje poklicno izobraževanje
- Mehatronik operater
- Oblikovalec kovin-orodjar
- Inštalater strojnih inštalacij

### Nižje poklicno izobraževanje
- Pomočnik v tehnoloških procesih

## Znani dijaki
- Blaž Blagotinšek - rokometaš, državni reprezentant
- Manuela Brečko - pevka, slovenska predstavnica na izboru za Pesem Evrovizije 2016
- Blaž Janc - rokometaš, državni reprezentant
- Urban Lesjak - rokometaš, državni reprezentant
- Alen Pavšar - režiser
- Nani Poljanec - umetnik, imitator in zbiratelj